# Camille Pissarro
Jacob-Abraham-Camille Pissarro (10. srpnja 1830. – 13. studenog 1903.) je bio francuski impresionistički slikar. Važan je ne samo zbog inovacija koje je unio u impresionizam i postimpresionizam, već i zbog skoro očinskog pokroviteljstva svojim kolegama, Cézanneu i Gauguinu.

## Život
Jacob-Abraham-Camille Pissarro rođen je u mjestu Charlotte Amalie na Djevičanskim otocima, u obitelji Abrahama Gabriela Pissarroa, portugalskog sefardskog židova, i Rachel Manzano-Pomié iz Dominikanske Republike. Tu je živio do svoje 12 godine kada se seli u internatsku školu u Parizu. Zanimao se za slikarstvo i anarhizam, te se vratio doma na otok St. Tomas, odakle je 1852. God. otputovao za Venecuelu. God. 1855., Pissarro odlazi za Pariz, gdje studira na više institucija te u ateljejima slavnih umjetnika kao što su Jean-Baptiste-Camille Corot, Gustave Courbet, i Charles-François Daubigny.
Pissarro je oženio Julie Vellay, majčinu sluškinju, s kojom je imao osmero djece od kojih je jedno umrlo prilikom poroda, a jedna djevojčica u devetoj godini života. Ostala djeca su sva slikala, a njegov najstariji sin, Lucien, postao je sljedbenikom art nouveau umjetnika i dizajnera, Williama Morrisa.
Zbog francusko-pruskog rata (1870. – 71.) Pissarro je pobjegao iz svog doma u Louveciennesu koji je bio u samom središtu sukoba. Vratio se u lipnju 1871. god. pronašavši da su mu kuću i mnoge rane slike uništili pruski vojnici Njegova obitelj je sklonište pronašla prebjegavši u London, u Upper Norwood kod Kristalne palače, gdje im se kasnije pridružio i Pissarro. Slikajući u Upper Norwoodu Pissarro je upoznao trgovca umjetninama Durand-Ruela koji će kasnije postati vodećim kolekcionara impresionizma.
God. 1890., Pissarro se vratio u Pariz, ali se često vraćao u Englesku da slika.

## Djelo
Pissarroovi najbolji rani radovi se opisuju kao realistička djela u maniri Courbeta naslikana jako širokim potezima (pa čak i špartlom) no s utjecajem impresionističke palete boja. Slikao je seoski i urbani život Francuza, osobito pejzaže u okolici Pontoisea i Montmartrea. Njegovi zreli radovi izražavaju naklonost radnicima i seljacima, što donekle podcrtava njegovu političku opredjeljenost. Pissarro je izlagao na osam izložbi impresionista i, uz Moneta, smatra se najvjernijim slikarom ovog stila, ali i inovatorom impresionističke slikarske tehnike.
Pissarro je eksperimentirao s neo-impresionističkim idejama od 1885. do 1890. god., kao otpor onome što je on zvao "romantički impresionizam". Točnije, zanimao se za pointilizam, koji je on zvao "znanstveni impresionizam".  Bio je mentor slikarima kao što su Paul Cézanne i Paul Gauguin, a inspirirao je i druge mlade umjetnike kao što je amerikanac Lucy Bacon.
Pred kraj života vratio se izvornom impresionističkom stilu i preminuo je 13. Studenog 1903. god. i sahranjen je na groblju Père Lachaise Cemetery. Tijekom života prodao je malo svojih slika, a 2005. god. većina njegovih slika je procijenjena na prosječnu cijenu od 4 milijuna $.
- Šuma kod Ermitaža, 1877., Nacionalna galerija u Londonu.
- Brdo Jallais, Pontoise 1867., Metropolitan, New York.
- Stari most u Chelseaju, London 1871., Smith College.
- Vrt u Pontoiseu, 1875.
- Bulevar Montmartre u proljeće, 1897., Jeruzalem.
- Bulevar Montmartre u zimsko jutro, 1897., Metropolitan.
- Bulevar Montmartre noću, 1898., Nacionalna galerija u Londonu.
- Avenija Opere u Parizu, 1898., Reims.
- Veduta Rouena, 1898., Honolulu
- Autoportret, 1898., New York.